# Inujama (hrad)
Hrad Inujama (japonsky 犬山城, Inujama-džó) je jedním z mála původních japonských hradů, postavených v 16. století, který se dochoval do současnosti. Hrad se nachází ve stejnojmenném městě v japonské prefektuře Aiči na břehu řeky Kiso.

## Historie
Hrad založil v roce 1537 Nobujasu Oda, strýc Nobunagy Ody. Po jeho smrti se stal pánem hradu jeho syn Nobukijo Oda, který dočasně sloužil Nobunagovi. Poté co se proti němu postavil (spor kvůli přidělenému území), Nobunaga v roce 1565 na hrad zaútočil se šesti tisíci vojáky a zapálil hradní město. Po Nobunagově vítězství Nobukijo utekl a hradu se vzdal. Hradním pánem se stal Nobunagův vazal Cuneoki Ikeda.
V roce 1584 ho začala okupovat Hidejošiho armáda, cože zahájilo bitvu o Komaki a Nagakut. Cuneoki Ikeda pomohl Hidejošimu získat hrad Inujama, který byl tou dobou bez přítomnosti hradního pána.
V roce 1600, během bitvy u Sekigahary, byl pán hradu Inujama na straně západní armády, která však podlehla východní armádě pod vedením Iejasa Tokugawy, který na hrad dosadil svého vazala.
Dalším významným milníkem v historii hradu je rok 1617, kdy je klanem Tokugawů propůjčen do vlastnictví klanu Naruse. Jsou provedeny stavební úpravy odpovídající současné podobě hradu. Členové klanu Naruse působili jako hradní páni až do konce feudálního období.
Během období Meidži, jehož vláda se zmocnila hradu v roce 1871, byly zničeny všechny pomocné budovy kromě té centrální. Po velkém zemětřesení v roce 1891 (zemětřesení Nóbi) byl však hrad v roce 1895 vrácen klanu Naruse pod podmínkou, že jej opraví a budou udržovat, což se dělo až do roku 2004. Hrad byl tak v Japonsku unikátní tím, že byl v soukromém vlastnictví až do začátku 21. století.

## Moderní dějiny
V roce 2004 byl hrad převeden ze soukromého vlastnictví pod vlastnictví nadace, která ho pod vedením města Inujama spravuje.
Hrad Inujama patří mezi 12 hradů, které se dochovaly do současnosti a nebyly zničeny jak po konci feudálního období, tak nálety během 2. světové války (v té době jich v Japonsku bylo ještě 20). Generální oprava hradu byla provedena mezi lety 1961–1965 poté co byl v roce 1959 poničen tajfunem.
Již v roce 1935 a znovu v roce 1952 byl uveden na seznam Národních pokladů Japonska. Kromě hradu Inujama sem patří i hrady Macumoto, Hikone, Himedži a Macue.

## Návštěva
Pro turisty je hrad dobře přístupný z vlakové stanice Inujama (asi 20 minut pěšky), která je konečnou stanicí na lince Meitetsu z města Nagoja.

## Galerie

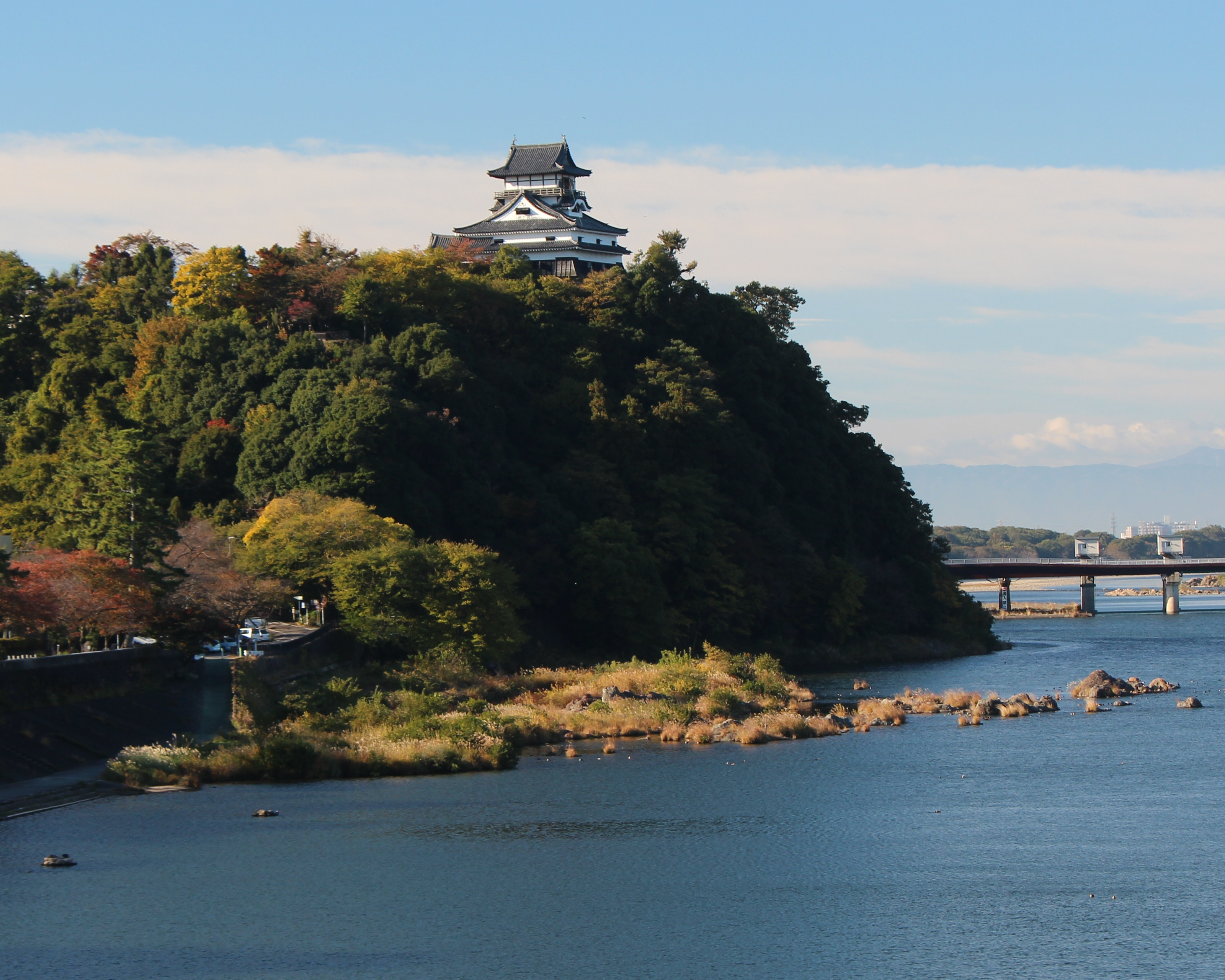
Hrad nad řekou Kiso
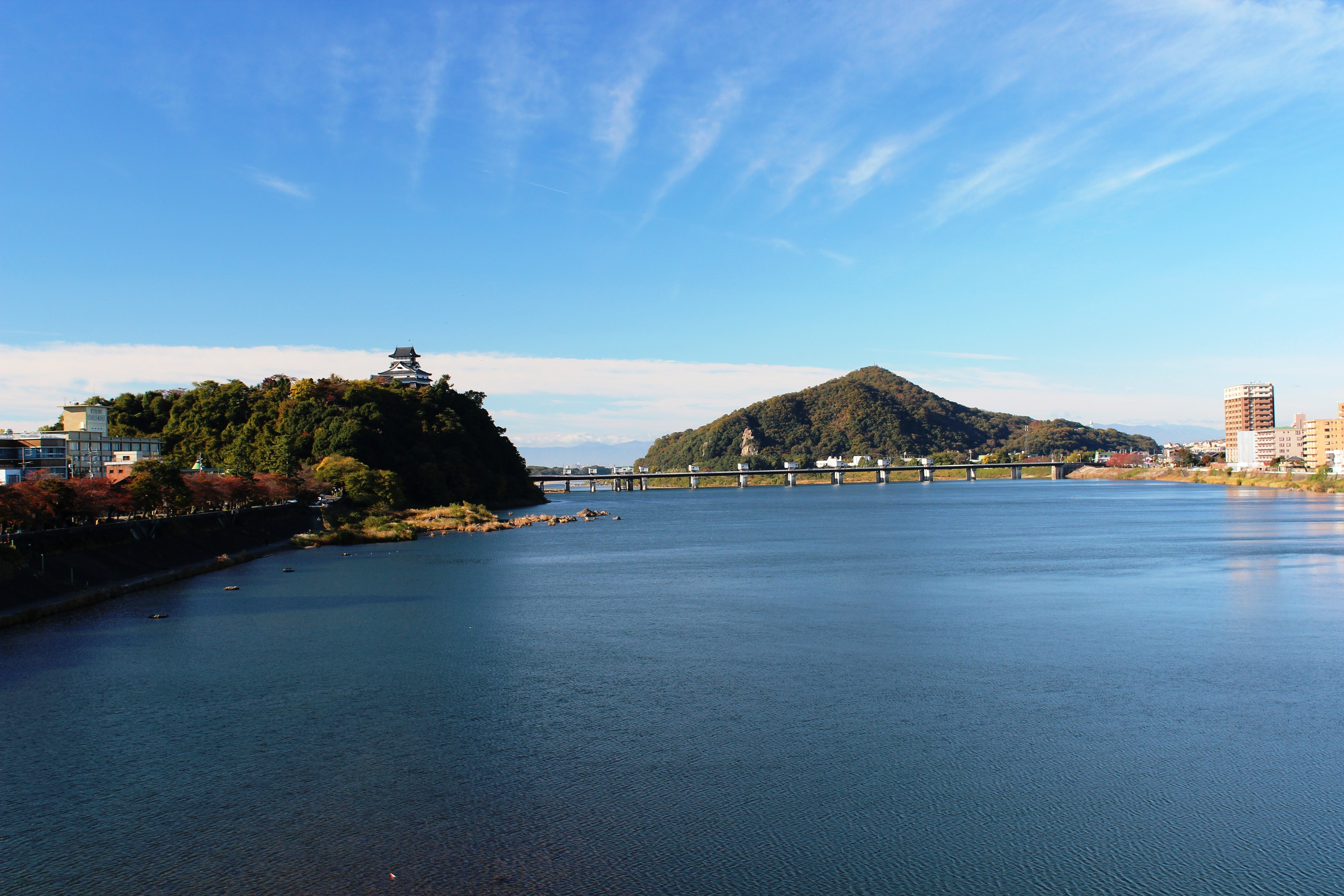
Hrad, řeka Kiso, most Inujama a hora Igi
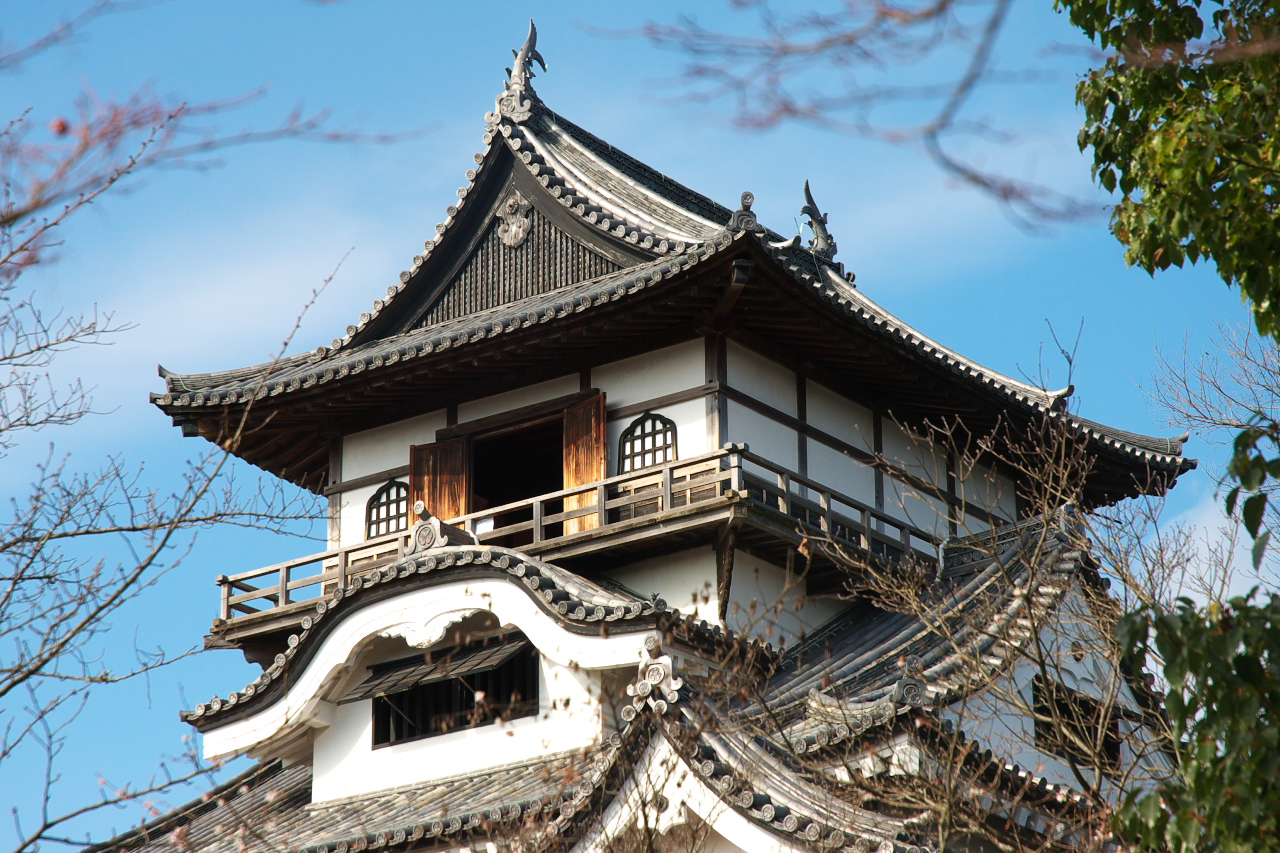
Hradní věž
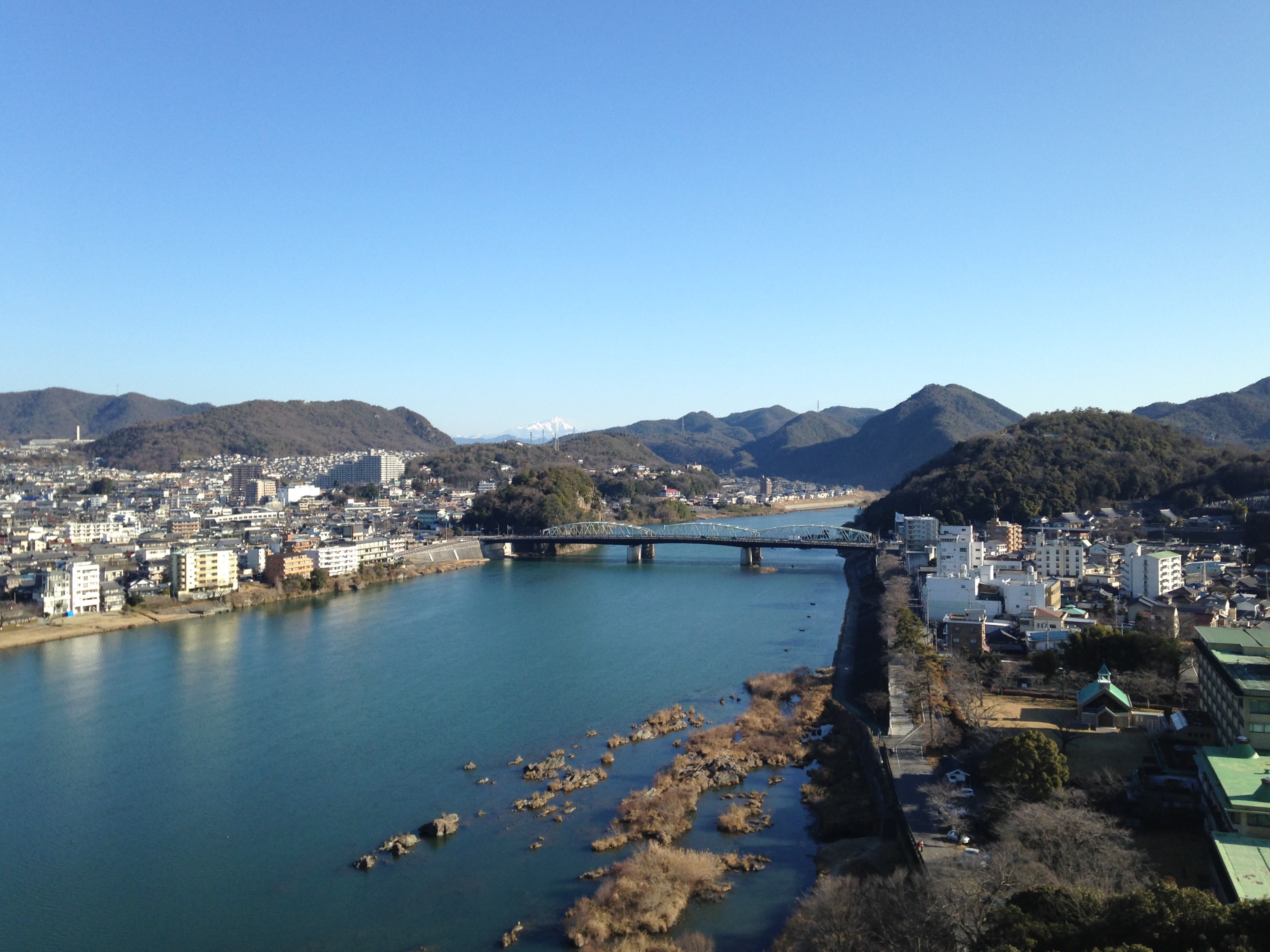
Výhled z hradu na severovýchod
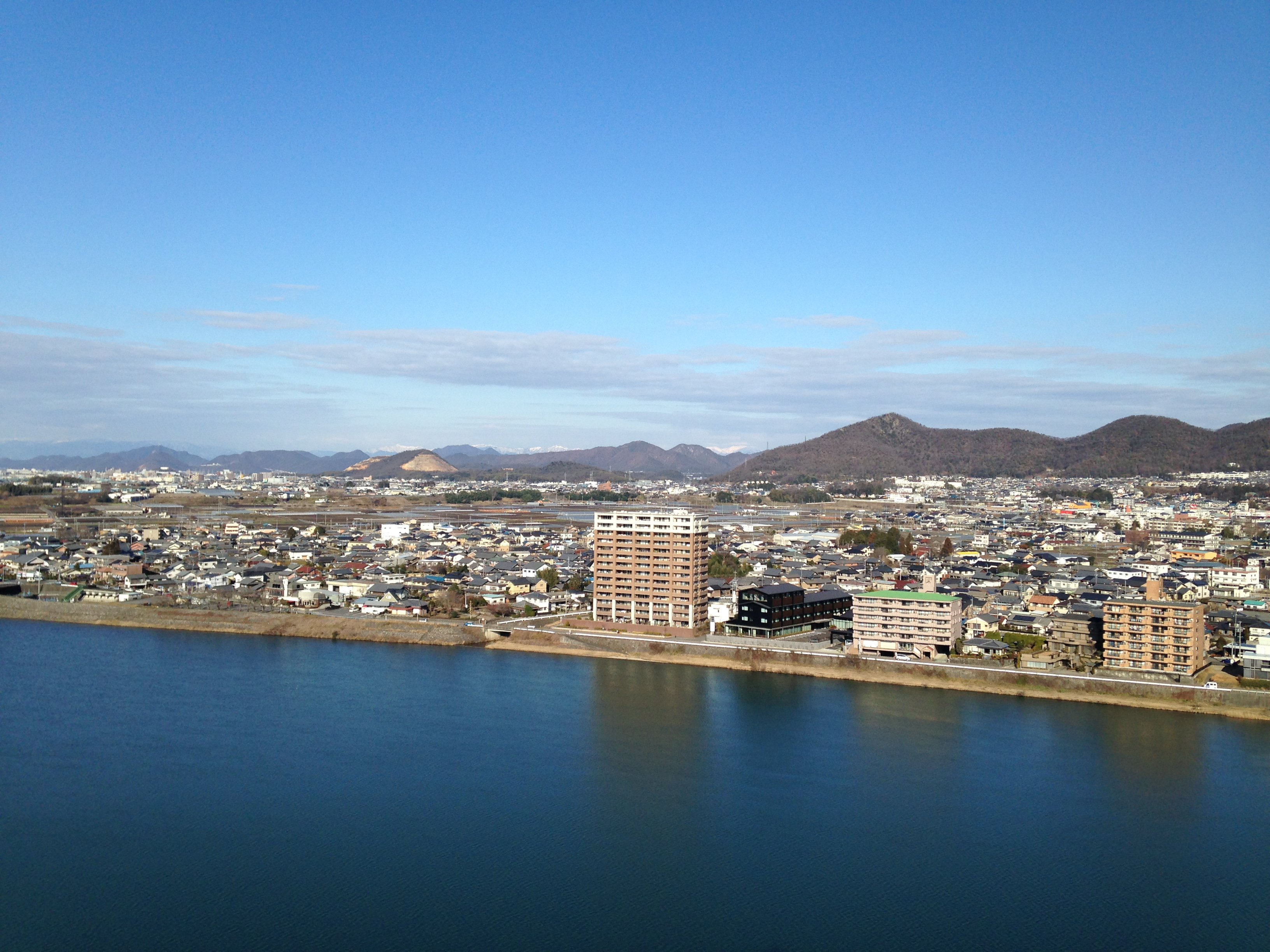
Výhled z hradu na západ
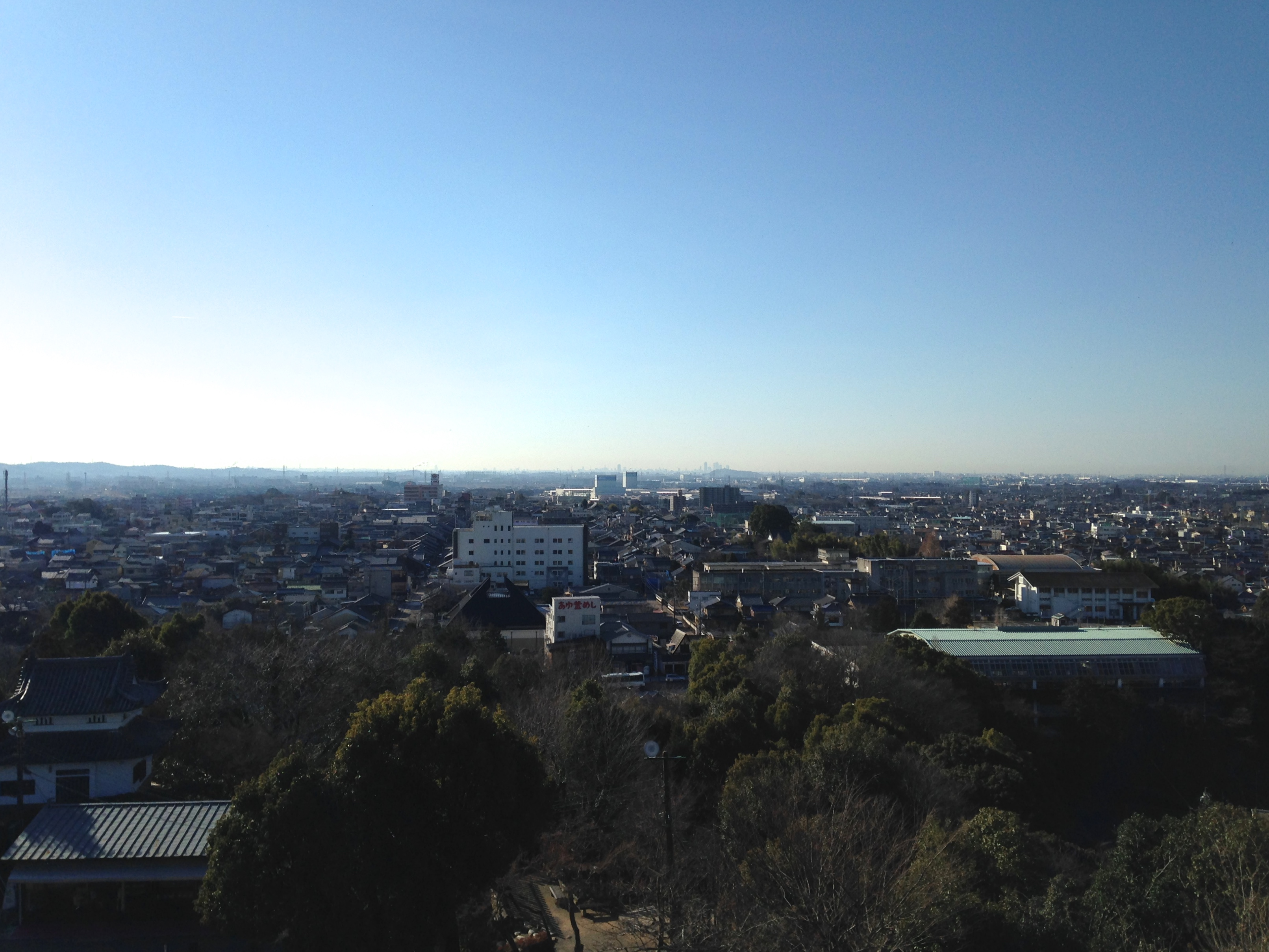
Výhled z hradu na jih
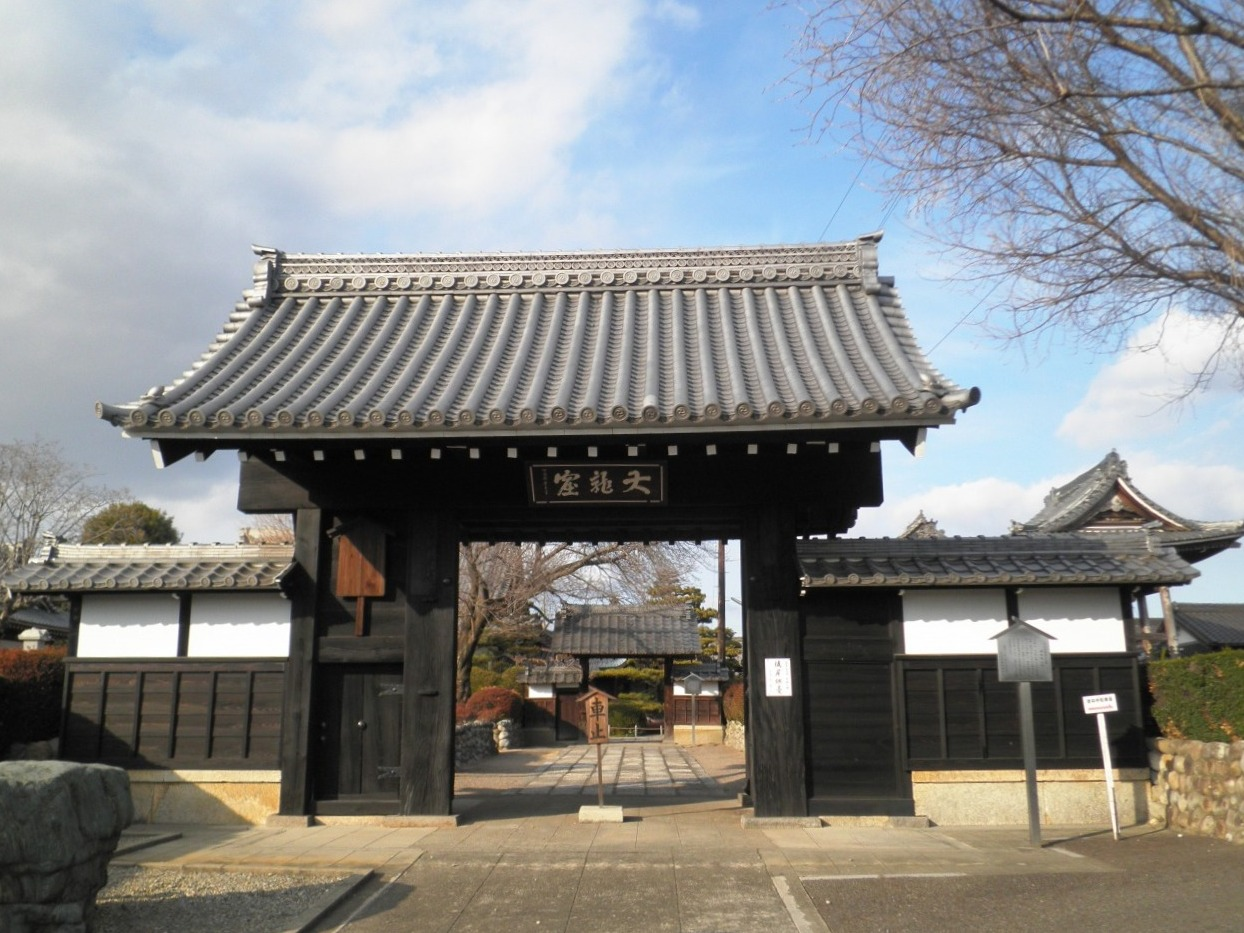
Vstupní brána